# Ibestad
Ibestad est une kommune de Norvège. Elle est située dans le comté de Troms.
Les îles de Andørja et Rolla font partie de cette municipalité.
Au-dessus des fjords qui entourent les deux îles, la commune est entourée au nord par Senja et Dyrøy, au nord-est par Salangen, à l'est par Lavangen et Gratangen, au sud par Tjeldsund et à l'ouest par Harstad. Les îles sont reliées entre elles par un tunnel sous-marin, l'Ibestad  Tunnel (en).

## Localités
- Å (68° 50′ 08″ N, 17° 11′ 09″ E)
- Åndervåg (68° 54′ 53″ N, 17° 10′ 38″ E)
- Ånstad (68° 49′ 59″ N, 17° 11′ 09″ E)
- Bolla (68° 50′ 07″ N, 17° 04′ 13″ E)
- Breivoll (68° 45′ 35″ N, 17° 08′ 54″ E)
- Engenes (68° 55′ 16″ N, 17° 08′ 06″ E)
- Fornes (68° 52′ 06″ N, 17° 28′ 14″ E)
- Forså (68° 44′ 37″ N, 16° 58′ 58″ E)
- Hamnvik (68° 46′ 41″ N, 17° 10′ 28″ E)
- Jektevika (68° 53′ 30″ N, 17° 25′ 22″ E)
- Klåpen (68° 55′ 37″ N, 17° 15′ 54″ E)
- Kråkrøhamn (68° 50′ 03″ N, 17° 22′ 45″ E)
- Laupstad (68° 52′ 07″ N, 17° 08′ 29″ E)
- Rollnes / Nuorta-Rállegeahci (68° 51′ 43″ N, 17° 02′ 33″ E)
- Sørrollnes / Orjješ-Rállegeahci (68° 43′ 42″ N, 16° 50′ 22″ E)
- Sørvika (68° 47′ 58″ N, 17° 12′ 55″ E)
- Straumen (68° 54′ 45″ N, 17° 11′ 42″ E).